# Копа (Жамбильський район)
Ко́па (каз. Қопа) — село у складі Жамбильського району Алматинської області Казахстану. Входить до складу Самсинського сільського округу.
Населення — 366 осіб (2021; 570 у 2009, 531 у 1999, 557 у 1989).